# Veine rectale inférieure
Les veines rectales inférieures (ou veines hémorroïdaires inférieures) sont issues de la partie inférieure du plexus veineux rectal . Elles naissent de rameaux grêles de la face antérieure du rectum réunis en un tronc commun de chaque côté, qui chemine vers l'arrière dans la gaine de l'artère homonyme et du nerf anal cutané. Elles abouchent ensuite dans la veine pudendale interne.  
Elles drainent essentiellement l'anus et son sphincter externe. Leur topographie assez superficielle rend visibles leurs éventuelles varicosités que l'on qualifie parfois d'hémorroïdes externes. Ces varicosités peuvent saigner à l'émission des selles. 

## Images supplémentaires

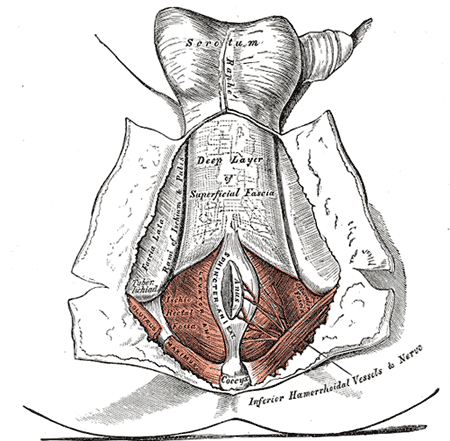
Le périnée. Le tégument et la couche superficielle du fascia superficiel se réfléchissent.